# 2006 en Nouvelle-Écosse
Chronologie de la Nouvelle-Écosse
- 2002
- 2003
- 2004
- 2005
- 2006
- 2007
- 2008
- 2009
- 2010

Cette page concerne des événements d'actualité qui se sont produits durant l'année 2006 dans la province canadienne de la Nouvelle-Écosse.

## Politique

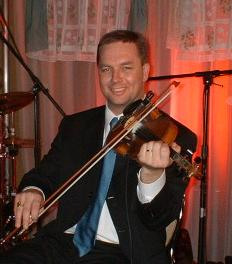
Rodney MacDonald

- Premier ministre : John F. Hamm puis Rodney MacDonald
- Chef de l'Opposition :
- Lieutenant-gouverneur : Myra Freeman puis Mayann Francis
- Législature :

## Événements
- 24 février : première rentrée au poste du nouveau premier ministre de la Nouvelle-Écosse Rodney MacDonald.

- 13 juin : élection générale : le Parti progressiste-conservateur perd sa majorité, mais réussit néanmoins à former un gouvernement minoritaire à la Chambre d'Assemblée ; le NPD néo-écossaise forme l'opposition officielle.